# Concerto pour clarinette no 1 de Weber
Pour les articles homonymes, voir Concerto pour clarinette (homonymie).
Le Concerto pour clarinette no 1 en fa mineur, op. 73, est une œuvre de Carl Maria von Weber, commandée par le roi de Bavière Maximilien Ier en 1811, à l'intention du clarinettiste Heinrich Joseph Bärmann. La commande portant sur deux œuvres, le compositeur travaille en même temps au Concerto pour clarinette no 2, op. 74. Le premier concerto porte la référence J. 114 dans le catalogue de ses œuvres établi par Friedrich Wilhelm Jähns.

## Composition
Au début de 1811, Carl Maria von Weber se lie d'amitié avec le clarinettiste Heinrich Joseph Bärmann, qui assure la création de son concertino pour clarinette, op. 26. La création de cette œuvre très brève, triomphale, entraîna une commande du roi de Bavière Maximilien Ier pour deux œuvres. Le compositeur travaille donc en même temps au Concerto pour clarinette no 2, op. 74.

## Structure
L'œuvre est en trois mouvements :
1. Allegro à 
 en fa mineur modulant en la bémol majeur dans sa section centrale ;
2. Adagio ma non troppo à 
 en do majeur puis do mineur et mi bémol majeur, finissant en do majeur ;
3. Rondo — Allegretto à 
 en fa majeur.

## Orchestration
| Instrumentation du Concerto pour clarinette no 1                     |
| Bois                                                                 |
| 1 clarinette en si soliste, 2 flûtes, 2 hautbois, 2 bassons          |
| Cuivres                                                              |
| 3 cors en fa et mi , 2 trompettes en fa                              |
| Percussions                                                          |
| 2 timbales                                                           |
| Cordes                                                               |
| Premiers violons, seconds violons, altos, violoncelles, contrebasses |

## Postérité
Au-delà de la forme classique du concerto, « le contenu dramatique dépasse et fait exploser les « règles » à tel point que, soudainement, Weber devient ce chaînon manquant entre Mozart et Berlioz, entre des œuvres comme le Concerto Jeunehomme et la Symphonie fantastique ». Norman Heim considère que « les trois mouvements présentent des modèles de la meilleure écriture de Weber pour la clarinette ».

## Discographie
- Concertos pour clarinette no 1 - Heinrich Geuser, clarinette ; Orchestre de la radio de Berlin, dir. Ferenc Fricsay (1961, DG)
- Concertos pour clarinette no 1 - Karl Leister, clarinette ; Orchestre philharmonique de Berlin, dir. Rafael Kubelík (1968, DG) (OCLC 3931370)
- Concertos pour clarinette no 1 - Benny Goodman, clarinette ; Orchestre symphonique de Chicago, dir. Jean Martinon (1969, RCA) — avec le Concerto no 2.
- Concertos pour clarinette no 1 - Janet Hilton, clarinette ; Orchestre symphonique de Birmingham, dir. Neeme Järvi (janvier 1982, Chandos) — Intégrale de l'œuvre avec clarinette.
- Concertos pour clarinette no 1 - Eduard Brunner, clarinette ; Bamberger Symphoniker, dir. Oleg Caetani (1983, Orfeo C 067831 A)  — avec le Concerto no 2 et le Concertino.
- Concertos pour clarinette nos 1 & 2, Concertino et Quintette avec clarinette — Sabine Meyer (clarinette), Staatskapelle de Dresde, dir. Herbert Blomstedt (9-13 septembre 1985, EMI Classics) (OCLC 1184492900 et 1183505177)
- Concertos pour clarinette no 1 - Walter Boeykens, clarinette ; Orchestre philharmonique de Rotterdam, dir James Conlon (janvier 1989, Teldec/Erato/Apex/Warner) (OCLC 23063371 et 50399962) — avec le Concerto no 2, Concertino et (sous étiquette Apex) le Grand duo concertant.
- Concertos pour clarinette no 1 - Paul Meyer, clarinette ; Royal Philharmonic Orchestra, dir. Günther Herbig (juin 1991, Denon) — avec le Concerto no 2.
- Concertos pour clarinette no 1 - Martin Fröst, clarinette ; Tapiola Sinfonietta, dir. Jean-Jacques Kantorow (avril 2005, BIS) — avec le Concerto no 2, le Concertino et le Quintette.
- Concertos pour clarinette no 1 - Karl-Heinz Steffens, clarinette ; Bamberger Symphoniker, dir. Rodoslaw Szulc  (décembre 2009, SACD Tudor 7159) — avec le Concerto no 2 et le Concertino.
- Concertos pour clarinette no 1 - Esther Georgie, clarinette ; Orchestre Gulbenkian, dir. Lawrence Foster (19-20 mai 2011, Gulbenkian Música/Tremazul) — avec le Concerto pour basson, l’Andante e rondo pour alto et le Concerto pour hautbois de Strauss.
- Concertos pour clarinette no 1 - Maximiliano Martín, clarinette ; Scottish Chamber Orchestra, dir. Alexander Janiczek (septembre 2011, SACD Linn Records CKD 409) — avec le Concertino, le Concerto pour basson et le Concertino pour cor.

### Ouvrages généraux
- (en) Norman M Heim, Clarinet Literature in Outline, Hyattsville, Norcat Music Press, 1984, 86 p. (OCLC 11052170).

### Monographies
- Jean-Luc Caron et Gérard Denizeau, Carl Maria von Weber, Paris, bleu nuit éditeur, coll. « horizons » (no 73), 2019, 176 p. (ISBN 978-2-358-84087-3).
- John Warrack (trad. Odile Demange), Carl Maria von Weber, Paris, Fayard, 1987, 480 p. (ISBN 978-2-213-01979-6).